# Castillo de Valongo
El Castillo de Valongo, también conocido como Castelo Real de Montoito, en el Alentejo, está situado en la parroquia de Nossa Senhora de Machede, en el municipio y distrito de Évora, Portugal.
Se encuentra en una elevación en la Herdade da Grã, cerca del arroyo del pueblo.

## Historia

### Antecedentes
La primitiva ocupación humana de su sitio se remonta a la  época romana, más tarde fue sucedida por los visigodos y los musulmanes. Estos últimos fueron los responsables de la fortificación del sitio, como lo atestiguan algunas inscripciones islámicas en su interior.

### El castillo medieval
En la época de la  reconquista cristiana de la península ibérica, su estructura fue reconstruida a finales del siglo XIV o incluso a principios del siglo XV.

### Desde elsigloXXhasta nuestros días
Clasificado como Monumento Nacional por Decreto publicado el 23 de junio de 1910, actualmente está en ruinas.

## Características
El castillo tiene una planta cuadrada, reforzada en los vértices por cuatro torres también cuadrangulares. La parte superior de la muralla está cubierta por adarves defendidos por almenas, estas también de sección cuadrangular.
La torre del homenaje está dividido internamente en tres pisos, descansando sobre bóvedas en ojivas cruzadas, en ladrillo. En el lado oeste, se erige otra torre, de menores dimensiones, adosada a la muralla, donde esta se rasga mediante una entrada lateral. Las aspilleras, de tipología típicamente  medieval, atestiguan una fase de reconstrucción del monumento que se remonta a los  siglos XIV y XV.